# Західна добровольча армія
Західна Добровольча армія — військове формування білої гвардії та балтійських німців на території Естонії та Латвії в часи громадянської війни в Росії та війни за незалежність Латвії. У складі армії знаходилось бл. 30.000 солдатів під керівництвом головнокомандувача Павла Рафаїловича Бельмонд(т)а-Авалова. Основні бої відбувалися восени 1919 року проти Латвійської Республіки, яка була проголошена рік тому.

## Історія

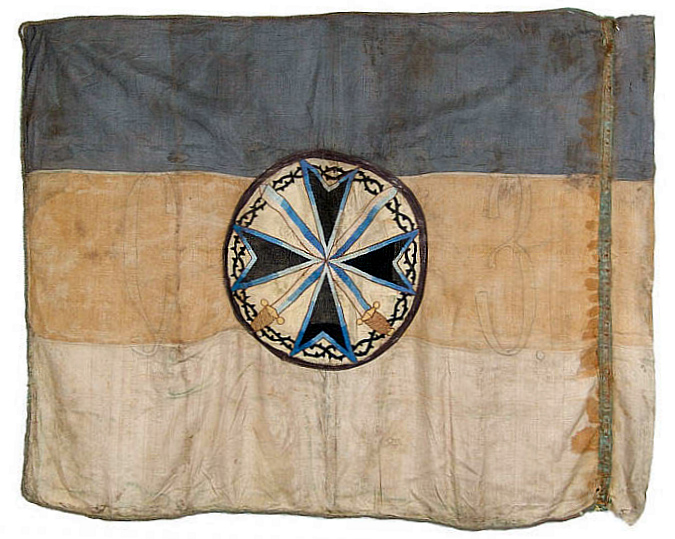
прапор Західної Добровольчої Армії

ЗДА. Мітава, 10 марок, 1919

Влітку 1918 р. німецькі війська запланували похід до Петербурга. У Пскові сформувалися антибільшовицькі загони Західної армії, набрані з російських військовополонених у Німеччині. 26 листопада 1918 року після бою з більшовиками Західна добровольча армія, на чолі з полковником фон Нєффом змушена була відступати до Естонії пізніше ставши однією зі складових північної армії генерала Юденича. Менша група об'єдналася з армією князя Лівена, утворивши Відділ Балтійського землеволодіння в Курляндії, що фінансувався з боку Німеччини. За доповідями силам Антанти на початку 1919 році в країнах Балтики проти більшовиків боролись регулярні німецькі війська, балтійсько-німецькі формування та Вільний корпус під командуванням графа фон Гольца.
У травні 1919 року до загонів князя Лівена доєдналися змішані підрозділи полковників Бермондта-Авалова та Вирґолича. У липні 1919, після того,' як його війська були доєднані до Північної армії Юденича, Лівен склав свої повноваження і подав у відставку. Оскільки керівництво Західної армії залишилося без командування, головнокомандувачем було оголошено полковника Бермондта-Авалова, який залишив у Курляндії російські війська.
Після виводу німецьких військ у липні 1919 р. Багато німців приєдналися до білогвардійських загонів для того, щоб залишитися на Сході. Найчастіше це були військові, яких звільнили з рядів німецької армії за певні правопорушення. Дисципліна та моральний дух російських військових також був деморалізований.
Основна частина визвольної армії розмістилася в Даугавпілсу (Латгалія) і була спрямована на боротьбу проти більшовицьких загонів у Москві та Петербурзі. У серпні 1919 року переговори поміж Німеччиною, Литвою та Латвією закінчилися тим, що країни Антанти відмовилися кредитувати загони в боротьбі проти більшовиків. Переговори генерала фон дер Гольца з приватними інвесторами закінчилися нічим, окрім того армію Бермондта-Авалова естонці та латиші бачили як загрозу своїй незалежності.

## Склад ЗДА
- Корпус графа Келлера (полковник Потоцький): близько 10 000/7000 солдатів, Єлгава
- Корпус Вирґолич (полковник Вирґолич): близько 5000/3500 солдатів, Північна Литва
- Залізна дивізія (майор Бішофф): приблизно 18 000/15 000 солдатів, Єлгава (приєдналися у серпні)
- Німецький легіон (капітан Сайверт): близько 12 000/9 000 солдатів, сформований з німецького незалежного корпусу. Курляндія.
- Вільний корпус Плехве (капітан Плехве): близько 3000 солдатів (колишній 2-й гвардійський резервний полк). Лібава
- Вільний корпус Дайбіч: близько 3000 солдатів, для захисту залізниці в Литві.
- Вільний корпус Росбах: близько 1000 солдатів, з'явився наприкінці жовтня. Рига.

## Мітавська марка
Докладніше Марка Західної добровольчої армії
24 жовтня 1919 року в латвійському місті Митава згідно з наказом Головнокомандувача Західної Добровольчої армії Павла Рафаїловича Бельмонд(т)а-Авалова — в обіг вводяться банкноти номіналами в 1, 5, 10 і 50 марок на загальну суму 10.000.000 марок. Перший випуск купюр почав друкуватися у квітні 1919 року в Берліні (Типографія «Goca», пізніше типографія «Jelgavā»). Купюри видавались на руки позиковою касою міста Ковно. Згідно з наказом марка Західної добровольчої армії перебувала в обігу паралельно з німецькою ост-маркою.

## Поразка ЗДА
Політична ситуація в Латвії а Естонії продовжувала погіршуватися. Новий уряд в Литві відмовився переїхати до Росії і надати базу білогвардійським формуванням. Під тиском Антанти уряд Веймарської республіки заборонив надавати допомогу білогвардійцям, наказавши своїм військам блокувати Східно-Прусський кордон. Тим не менше, Бермондт розпочав наступ з Вільним корпусом до Дюни, щоб змусити Латвійську Республіку вийти на переговори. За підтримки британської корабельної артилерії і естонських бронепоїздів в листопаді Латвія почала контрнаступ, який змусив армію Бермондта відступити до Мітави з великою втратою військ. На той час останньою проти латвійської армії, у складі Західної Добровольчої Армії, Бермондта-Авалова воювала латвійська «Залізна дивізія» під керуванням майора Бішоффа. Після розгрому військ Бермондт-Авалова «Залізна дивізія» покинула територію Латвії та за наказом майора Бішофа була розпущена 31 грудня 1919.